# HD 2630
HD 2630，又名BD-15 84，SAO 147307、HR 115，是一颗恒星，视星等为6.14，位于銀經99.58，銀緯-76.75，其B1900.0坐标为赤經0h 24m 47.8s，赤緯-15° -76.75′ 58″。